# Colombia (Colombia)
Colombia è un comune della Colombia facente parte del dipartimento di Huila.
Il centro abitato venne fondato da José María Acevedo nel 1845, mentre l'istituzione del comune è del 1886.